# Mistrzostwa Świata w Gimnastyce Artystycznej 1993
17. Mistrzostwa Świata w Gimnastyce Artystycznej odbyły się w dniach 4–7 listopada 1993 roku w Alicante/Alacant. Zawody zostały zdominowane przez Bułgarki, które w sumie zdobyły pięć złotych medali. Jedna z nich, Maria Pietrowa, stanęła na najwyższym stopniu podium cztery razy. 

## Tabela medalowa
| Miejsce | Państwo   | Złoto | Srebro | Brąz | Razem |
| ------- | --------- | ----- | ------ | ---- | ----- |
| 1       | Bułgaria  | 5     | 1      | 2    | 8     |
| 2       | Ukraina   | 1     | 4      | 5    | 10    |
| 3       | Hiszpania | 1     | 1      | 0    | 2     |
| 4       | Białoruś  | 1     | 0      | 1    | 2     |
| 5       | Rosja     | 0     | 1      | 3    | 4     |

## Medalistki
| Konkurencja:              | Złoto:                         | Srebro:               | Brąz:                                            |
| Układy indywidualne       |                                |                       |                                                  |
| wielobój indywidualnie    | Maria Pietrowa                 | Kateryna Serebriańska | Amina Zaripova                                   |
| ćwiczenia ze skakanką     | Kateryna Serebriańska          | Julija Rosliakowa     | Julija Bajczewa                                  |
| ćwiczenia z piłką         | Maria Pietrowa                 | Olena Witryczenko     | Julija Rosliakowa Kateryna Serebriańska          |
| ćwiczenia z obręczą       | Maria Pietrowa                 | Kateryna Serebriańska | Olena Witryczenko                                |
| ćwiczenia ze wstążką      | Tatiana Ogrizko Maria Pietrowa |                       | Kateryna Serebriańska                            |
| ćwiczenia z maczugami     | Carmen Acedo                   | Carolina Pascual      | Tatiana Ogrizko Maria Pietrowa Olena Witryczenko |
| Drużynowe układy zbiorowe |                                |                       |                                                  |
| wielobój                  | Bułgaria                       | Ukraina               | Rosja                                            |